# Annemarie Huber-Hotz
Pour les articles homonymes, voir Huber et Hotz.
Annemarie Huber-Hotz, née le 16 août 1948 à Baar et morte le 1er août 2019 au Lac Noir, est une personnalité politique suisse, membre du Parti radical-démocratique (PRD).

## Biographie
Après avoir suivi ses écoles primaires et secondaires à Baar, Annemarie Huber-Hotz fait une année de stage linguistique à Estavayer-le-Lac, puis part au lycée à Ingenbohl et à Zoug où elle obtient sa maturité en 1968.
Elle suit ensuite des études aux Universités de Berne en 1968 et 1969 pour deux semestres d'études en psychologie, en sociologie et en philosophie, d'Uppsala entre 1970 et 1971, pour quatre semestres d'études en sociologie et en ethnologie, de Genève entre 1973 et 1975 où elle étudie les sciences politiques à l'Institut universitaire de hautes études internationales et enfin de Zurich entre 1976 et 1977 ainsi que l'École polytechnique fédérale de Zurich où elle suit des études postgrade en aménagement du territoire.
En parallèle, entre 1973 et 1975, elle assure la gestion du secrétariat de l’unité de droit allemand de l'Université de Genève, et prend en charge différentes traductions du suédois, norvégien, danois, anglais en allemand pour l’Organisation internationale du travail. Entre 1976 et 1977, elle travaille temporairement à l'office de l’aménagement du territoire du canton de Zoug dans le cadre de projets d’aménagement du territoire.

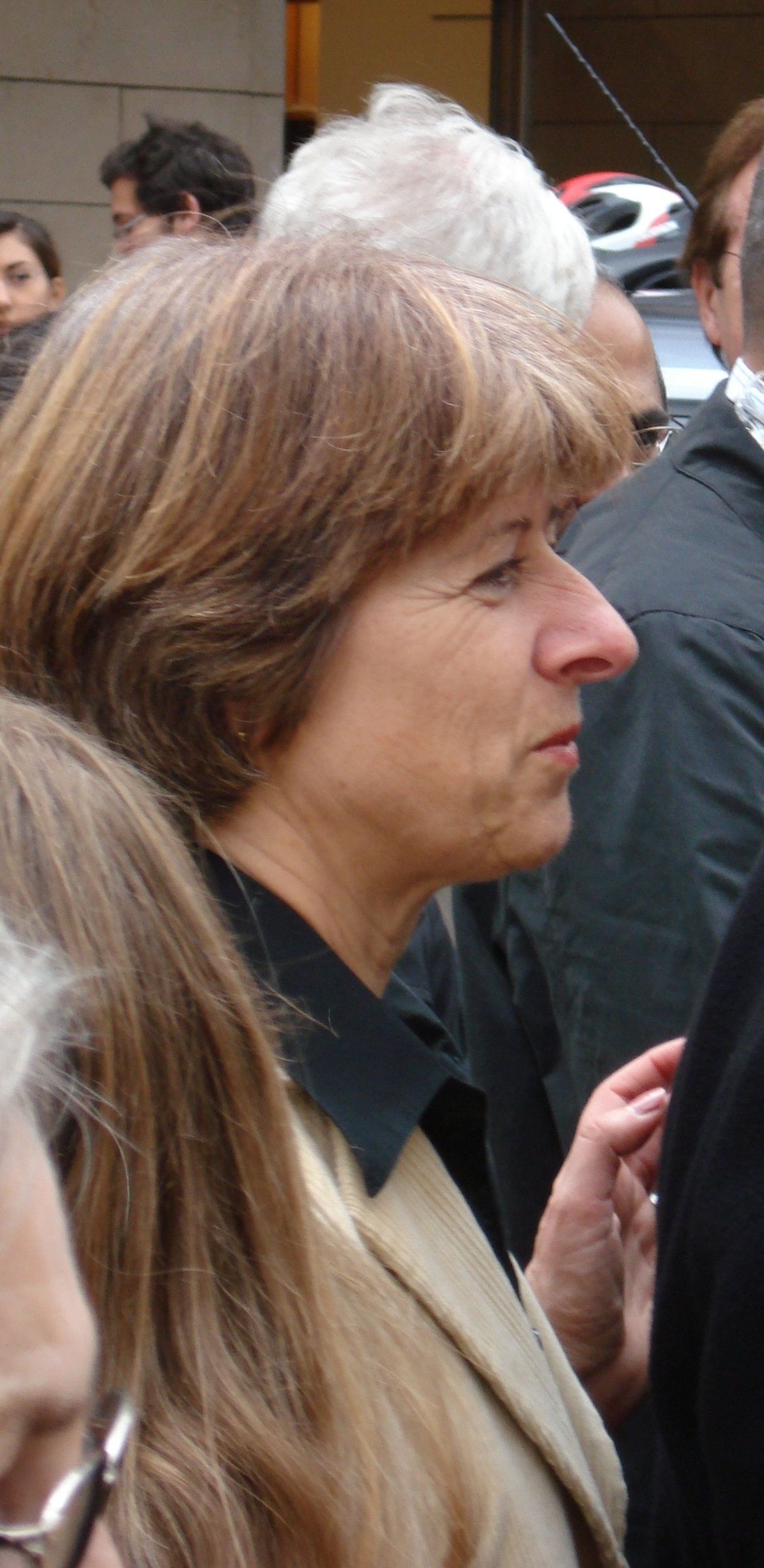
Annemarie Huber-Hotz en 2007.

À l'instigation de son oncle, le conseiller aux États Othmar Andermatt, elle est engagée en 1978 comme collaboratrice du secrétaire-général de l’Assemblée fédérale, chargée du service d’information, puis secrétaire de commissions, puis enfin chargé de la planification des sessions et de la gestion du secrétariat du Conseil des États à partir de 1981. Elle alors porte le titre de secrétaire-générale adjointe des services du parlement. Entre 1989 et 1999, elle assure la direction des services scientifiques de l’Assemblée fédérale.
Elle est élue le 15 décembre 1999 au 4e tour en tant que chancelier de la Confédération par l’Assemblée fédérale en l'emportant sur le vice-chancelier Achille Casanova (PDC). Première femme élue à ce poste, elle assume ses fonctions du 1er janvier 2000 au 31 décembre 2007.
Sous sa direction, la Suisse s'oriente vers le vote électronique généralisé après plusieurs essais réussis.
Elle décède le 1er août 2019 d'un arrêt cardiaque à l'âge de 70 ans.

## Sources
- Chancellerie fédérale, « Annemarie Huber-Hotz (chancelière de 2000 à 2007) » (consulté le 12 juin 2009)